# Cygnicollum attenuatum
Cygnicollum attenuatum is een soort in de taxonomische indeling van de Myzozoa, een stam van microscopische parasitaire dieren. Het organisme komt uit het geslacht Cygnicollum en behoort tot de familie Lecudinidae. Cygnicollum attenuatum werd in 1953 ontdekt door Bogolepova.